# Uri Ariel
Uri Yehuda Ariel (Hebreeuws: אורי אריאל) (Afula, 22 december 1952) is een Israëlische politicus van Het Joodse Huis. Hij is sinds 14 mei 2015 minister van Landbouw en Landelijke Ontwikkeling in het kabinet-Netanyahu IV.

## Biografie
Ariel diende als soldaat in een gevechtseenheid genaamd Palsar 7 en had bij zijn vertrek uit het leger de rang van majoor. Hij raakte betrokken bij de Israëlische nederzettingen en was zowel algemeen secretaris van de nederzettingenbeweging Amana als van de Jesha-raad. Ook stond hij aan het hoofd van de gemeenteraad van de nederzetting Beit El op de Westelijke Jordaanoever en was lid van het bestuur van het Joods Nationaal Fonds. Hij is tegen een Palestijnse staat op de Westelijke Jordaanoever en voorstander van annexatie van de C-gebieden van de Westelijke Jordaanoever.
Uri Ariel is getrouwd en heeft zes kinderen. Hij woont in de Israëlische nederzetting Kfar Adumim op de Westelijke Jordaanoever nabij het met verwoesting bedreigde Palestijnse bedoeïenendorp Khan al-Ahmar Voor 2005 woonde hij tijdelijk in de Israëlische nederzetting Kfar Darom in de Gazastrook en daarna in de outpost Amona voordat deze ontmanteld werd.

## Politieke carrière
Ariel is sinds 17 oktober 2001 in de Knesset vertegenwoordigd, in eerste instantie voor de alliantie van de Nationale Unie maar sinds de installatie van de 19e Knesset in 2013 voor Het Joodse Huis. Hij kwam tussentijds in het parlement terecht, na de moord op minister Rehavam Zeevi. In het van 2013 tot 2015 lopende kabinet-Netanyahu III had hij de post van minister van Huisvesting en Bouw. In het kabinet-Netanyahu IV kreeg hij de portefeuille Landbouw en Landelijke Ontwikkeling. Voor hem en zijn partij is dit een belangrijke post omdat ook de Israëlische nederzettingen hiertoe behoren.
Als religieus-joods parlementariër verzette hij zich heftig tegen de Israëlische ontruiming van de Gazastrook en een deel van de Westelijke Jordaanoever in 2005 en vestigde zich om die reden voordat de ontruimingen plaatsvonden tijdelijk in een Joodse nederzetting in beide gebieden.
In 2006 beklom hij tijdens Soekot (het Loofhuttenfeest) de Haram al-Sharif waarop de islamitische Al-Aqsamoskee staat met als doel om een plan voor een daar te bouwen joodse synagoge voor te bereiden. Volgens Ariel zou de islam door de bouw van een synagoge te aanvaarden, kunnen bewijzen dat ze zich verdraagzaam wil opstellen naar andere godsdiensten.
Bij het staatsbezoek van de Duitse bondskanselier Angela Merkel in 2008 maakte hij er bezwaar tegen dat zij de Knesset in het Duits zou toespreken en merkte daarbij op de Duitsers als de "moeder van alle Amalekieten" te beschouwen.
In 2011 steunde hij een wetsontwerp dat alle verwijzingen naar het nazisme wenste uit te bannen, behalve die voor onderwijskundige zaken.
En begin 2012 gaf hij toe dat hij informatie over legerverplaatsingen doorgaf aan militante Joodse jongeren 'Hilltop Youth' op de Westelijke Jordaanoever teneinde het legeroptreden tegen deze jongeren aldaar te hinderen.
Begin juli 2018 betrad Ariel (als minister van Landbouw en Landelijke Ontwikkeling) de Haram al-Sharif en riep daarbij op tot het openstellen ervan voor joden die daar willen bidden. In oktober 2015 had Netanyahu om veiligheidsredenen restricties voor de toegang ervan opgelegd aan moslims evenals aan Arabische en Israëlische parlementariërs., maar op 3 juli 2018 waren de restricties voor Knessetleden door hem ingetrokken.
In januari 2019 begon Ariel met de uitvoering van zijn grootschalige vierjaren plan. Sinds 2013 was er heftig geprotesteerd tegen het Begin-Prawerplan, dat inhield dat zo'n 36.000 Palestijnse bedoeïenen in de Negev uit hun door Israël niet-erkende dorpen verdreven zouden worden. Hun gebied, dat zo'n 260.000 dunums groot is, was in dat plan bestemd voor zogenaamde nationale projecten. In 2015 had Ariel met zijn nieuwe ministerspost dit omstreden masterplan, dat werd opgevat als  'een oorlogsverklaring tegen de Arabische gemeenschap' , weer opgepakt.